# Тарасики (Минская область)
Тарасики — деревня в Борисовском районе Минской области Беларуси. Расположен в 16 км от Борисова. Входит в состав Пересадского сельсовета. Расположен в 16 км от Борисова, в 11 км от железнодорожной станции Жодино, в 61 км от Минска. Население около 50 человек. Рельеф равнинно-холмистый.

## История
Дом-интернат основан в 1965 г., в 1984 г. перепрофилирован в психоневрологический. Общая площадь территории[чего?] — 8,9 га.